# Stanislav Kaláb
Stanislav Kaláb (* 9. května 1951 Olomouc) je český politik a fotbalový funkcionář, v letech 2016 až 2020 zastupitel Olomouckého kraje, nestraník za SPO a později SPD.

## Život
Vystudoval střední ekonomickou školu v Olomouci a následně Pedagogickou fakultu Univerzity Palackého v Olomouci (získal titul Mgr.). Vykonává funkci předsedy Krajského fotbalového svazu Olomouc.
Stanislav Kaláb žije v Olomouci, v části Povel.

## Politické působení
V komunálních volbách v letech 1998 a 2002 kandidoval jako nestraník za KSČM do Zastupitelstva města Olomouc, ale ani jednou neuspěl. Nepodařilo se mu to ani ve volbách v roce 2014 jako nestraníkovi za SPO, resp. ve volbách v roce 2018 jako nestraníkovi za SPOZ.
V krajských volbách v roce 2016 byl zvolen jako nestraník za SPO na kandidátce subjektu "Koalice Svoboda a přímá demokracie - Tomio Okamura (SPD) a Strana Práv Občanů" zastupitelem Olomouckého kraje. Ve volbách v roce 2020 post krajského zastupitele obhajoval jako nestraník za hnutí SPD, ale neuspěl.
Ve volbách do Poslanecké sněmovny PČR v roce 1996 kandidoval jako nestraník za SDL v Severomoravském kraji, ale neuspěl. Stejně tak nebyl zvolen jako nestraník za SPOZ ve volbách v roce 2013, tehdy již v Olomouckém kraji. Ve volbách do Poslanecké sněmovny PČR v roce 2017 byl z pozice nestraníka lídrem Strany Práv Občanů v Olomouckém kraji, ale neuspěl.
Ve volbách do Senátu PČR v roce 2020 kandidoval jako nestraník za hnutí SPD v obvodu č. 66 – Olomouc. Kandidaturu veřejně podpořil předseda Fotbalové asociace ČR Martin Malík, což se jevilo být v rozporu s několika články stanov asociace. Se ziskem 5,74 % hlasů skončil na 6. místě a do druhého kola nepostoupil.